# Immersion (mathématiques)
Pour les articles homonymes, voir Immersion.

Immersion — nécessairement non injective — de la bouteille de Klein dans R.

En géométrie différentielle, une immersion est une application différentiable d'une variété différentielle dans une autre, dont la différentielle en tout point est injective.
Soient {\displaystyle V} et {\displaystyle W} deux variétés, {\displaystyle x} un point de {\displaystyle V} et {\displaystyle f} une application différentiable de {\displaystyle V} dans {\displaystyle W}.
On dit que {\displaystyle f} est une immersion au point {\displaystyle x} si l'application linéaire tangente {\displaystyle Tf(x)} est injective, autrement dit, en supposant {\displaystyle V} de dimension finie, si le rang de l'application linéaire tangente {\displaystyle Tf(x)} est égal à la dimension de {\displaystyle V}. 
Dès lors, {\displaystyle f} est une immersion (ou une application immersive) si pour tout {\displaystyle x\in V}, {\displaystyle f} est une immersion au point {\displaystyle x}.
On la différencie :
- de la submersion (le rang de {\displaystyle Tf(x)} est égal à la dimension de {\displaystyle W});
- du plongement (en plus d'être une immersion, {\displaystyle f} est un homéomorphisme de {\displaystyle V} sur {\displaystyle f(V)}).

## Théorème
Soit {\displaystyle U} une partie ouverte de {\displaystyle {\mathbb {R}}^{p}},{\displaystyle f} une immersion injective de {\displaystyle U} dans {\displaystyle {\mathbb {R}}^{n}}. On suppose que l'application {\displaystyle f^{-1}}de {\displaystyle V=f(U)} sur {\displaystyle U} est continue. Alors {\displaystyle V} est une variété de {\displaystyle {\mathbb {R}}^{n}} de dimension {\displaystyle p}.